# XXVIII. Olimpijske igre – Atena 2004.
XXVIII. Olimpijske igre - Atena 2004.
XXVIII. Olimpijske igre su održane 2004. godine u Ateni, u domovini modernog olimpizma Grčkoj. Nakon što Atena iznenađujuće nije dobila organizaciju igara 1996. godine kada je pala stogodišnjica modernog olimpizma koje su dodijeljene Atlanti, MOO je ovaj puta ipak izabrao Atenu, između kandidata iz liste užeg izbora na kojoj su bili Rim, Cape Town, Stockholm i Buenos Aires. U širem izboru su još bili Istanbul, Lille, Rio de Janeiro, San Juan, Sevilja i Sankt Peterburg, ali su oni otpali već ranije.
Bile su to prve igre u povijesti na kojima su nastupile sve države koje su u tom trenutku imale svoj službeni nacionalni olimpijski savez i bile članice MOO. Iako je Atena imala dosta problema prilikom pripreme Igara, sva su borilišta usprkos kašnjenjima u izgradnji ipak bila dovršena na vrijeme za natjecanja. Posebna je zanimljivost da su neka natjecanja bila održana na drevnom stadionu u Olympiji, pa je recimo zabilježeno da je prva pobjednica na drevnom borilištu u modernoj eri bila Kubanska bacačica kugle Yumileidi Cumba.
Otvaranje je kao što je to i uobičajeno na Olimpijskim igrama bilo spektakularno, uz sudjelovanje brojnih međunarodno priznatih umjetnika, poput islandske pjevačice Björk. Mimohod 202 nacije sudionice je bio organiziran prema redoslijedu grčkog alfabeta. S obzirom na to da je uobičajeno da mimohod otvaraju športaši iz Grčke, a zatvaraju športaši domaćina, ovaj put je odlučeno da mimohod započne samo grčkom zastavom, a da grčki športaši uđu na stadion posljednji. Također, stara tradicija da Olimpijski plamen putuje iz Grčke prema zemlji domaćinu Igara ovaj put je modificirana tako da je baklja nakon ceremonije paljenja napravila obilazak po svijetu i onda se vratila na početak.
U natjecateljskom programu su se istaknuli sljedeći pojedinci i događaji:
- Kajakašica Birgit Fischer je osvojila zlato u diciplini K-4 na 500 m te srebro u discplini K-2 na 500 m. Time je postavila nekoliko nevjerojatnih rekorda: postala je prva žena koja je osvojila zlatnu medalju na šest različitih Olimpijskih igara, postavila je rekord u razmaku između osvajanja dvaju zlatnih medalja (24 godine) a postala je i prva športašica koja je osvojila dvije ili više medalja na pet različitih Olimpijskih igara.
- Trkač Hicham El Guerrouj iz Maroka je osvojio zlata u disciplinama 1500 m i 5000 m, što je vrlo rijetka kombinacija koju je prije njega na OI ostvario samo još Paavo Nurmi na Igrama u Parizu 1924.
- U košarci je došlo do prvog poraza neke momčadi iz SAD-a od kada su 1992. omogućeni nastupi profesionalcima iz NBA lige. Iznenađujući pobjednik olimpijskog turnira je bila momčad Argentine, predvođena također profesionalnim košarkašem iz NBA Emanuelom Ginobilijem.
- Kina je na ovim Igrama definitivno učvrstila status športske velesile, osvojivši ukupno drugo mjesto po broju medalja.

## Hrvatska na OI u Ateni 2004
Hrvatska reprezentacija je na ovim Igrama nastupila vrlo uspješno: osvojeno je ukupno 5 medalja (jedna zlatna, te po dvije srebrne i brončane) što je najuspješniji nastup Hrvatske na ljetnim olimpijskim igrama do sada. Više o nastupu hrvatskih športaša u Ateni u članku Hrvatska na OI 2004.

## Popis športova
Plivanje, skokovi u vodu, vaterpolo i sinkronizirano plivanje smatraju se jednim športom.
| - atletika - badminton - bejzbol - biciklizam - boks - dizanje utega - gimnastika - hokej na travi - hrvanje - jedrenje |  | - džudo - kajak i kanu na mirnim i divljim vodama - košarka - konjički šport - mačevanje - moderni petoboj - nogomet - odbojka - plivanje - rukomet |  | - sinkronizirano plivanje - skokovi u vodu - softbol - streličarstvo - streljaštvo - stolni tenis - tenis - triatlon - vaterpolo - veslanje |

Demonstracijski šport su bile paraolimpijske utrke u atletici.

## Sportski objekti
- Olimpijska Helliniko Arena